# ناوشکن کلاس مورسام (۱۹۹۴)
دیسترویر کلاس مورسام (۱۹۹۴) (به انگلیسی: Murasame-class destroyer (1994)) یک کلاس از کشتی است که طول آن ۱۵۱ متر (۴۹۵ فوت) می‌باشد.